# Alberto Medina
Alberto Medina Briseño (Culiacán, 29 maggio 1983) è un ex calciatore messicano, di ruolo centrocampista.

## Palmarès

### Club

#### Competizioni nazionali
- Campionato messicano: 1

Guadalajara: Apertura 2006
- InterLiga: 1

Guadalajara: 2009